# Culex vattieri
Culex vattieri är en tvåvingeart som beskrevs av Geoffroy 1971. Culex vattieri ingår i släktet Culex och familjen stickmyggor.
Artens utbredningsområde är Centralafrikanska republiken. Inga underarter finns listade i Catalogue of Life.